# Китайско-литовские отношения
Китайско-литовские отношения — двусторонние дипломатические отношения между Китаем и Литвой. Государства являются членами Всемирной торговой организации и Организации Объединённых Наций. КНР имеет временного поверенного в делах в Вильнюсе, а в декабре 2021 года Литва закрыла посольство в Пекине.

## История
Отношения установили в 1921 году, когда Китайская республика признала независимость Литвы до присоединения Прибалтики к СССР в 1940 году. 14 сентября 1991 года были официально установлены дипломатические отношения между Литвой и Китайской Народной Республикой (КНР), после восстановления независимости Литвы. КНР и Китайская республика не признавали присоединение Литвы к СССР. В 1992 года в Вильнюсе было открыто посольство КНР, а в 1995 году открыто посольство Литвы в Пекине.
В 1993 году Пекин посетил Президент Литвы Альгирдас Бразаускас. В 2002 году Вильнюс посетил председатель КНР Цзян Цзэминь. А в 2010 году Шанхай и Пекин посетила Президент Литвы Даля Грибаускайте. Через месяц после этого в Вильнюсе был открыт Институт Конфуция, совместно управляемый Вильнюсским университетом и Ляонинским университетом.
В августе 2021 года Китайская Республика (Тайвань) открыла представительство в Вильнюсе под названием «Тайвань» (первое в Европе), а литовское представительство в Тайбэе должно было открыться к концу 2021 года. По мнению правительства КНР таким образом, Литва нарушила соглашение 1991 года об установлении дипломатических отношений, согласно которому она признала политику одного Китая. Однако, правительство Литвы не считает, что нарушило соглашение с КНР. В ответ КНР отозвала посла в Вильнюсе и потребовала, чтобы Литва отозвала своего посла в Пекине. Торговля между странами также была серьёзно подорвана. 21 ноября 2021 года дипломатические отношения между КНР и Литвой были понижены до уровня поверенного в делах.
3 декабря 2021 года правительство Литвы сообщило, что в результате эскалации дипломатического конфликта из-за контактов с Тайванем, Китай прекратил весь импорт из балтийского государства. Пекин исключил Литву из списка стран происхождения товара, препятствуя таможне товаров и отклонял все заявки на импорт. В результате конфликта Китай оказал давление на Continental AG и другие международные компании, чтобы они прекратили вести дела с Литвой. Конфликт перекинулся на остальную часть Европейского союза, когда Китай запретил импорт товаров, содержащих литовские детали, что потенциально могло нарушить цепочки поставок. Посол ЕС в Китае Николя Шапюи поддержал политику Литвы в дипломатическом конфликте. Председатель торговой палаты ЕС в Китае назвал действия китайского правительства «беспрецедентными». В начале 2022 года появились сообщения о том, что Торговая палата Германии предупредила Литву, что фабрики, принадлежащие этой стране будут закрыты, если отношения с Китаем не улучшатся.
В январе 2022 года президент Литовской Республики Гитанас Науседа заявил в радиоинтервью, что считает ошибкой дачу согласия Тайваню на открытие представительства в Вильнюсе. Эти реплики впоследствии были опубликованы в СМИ КНР, в которых сообщалось, что Литва признала свою ошибку. Представитель министерства иностранных дел КНР Ван Вэньбинь заявил, что «признание ошибки является правильным шагом, но что более важно, так это принять меры, исправить ошибочный поступок и вернуться к политике единого Китая». Однако политологи, которых цитировала Би-би-си, утверждали, что Гитанас Науседа не предлагал внести какие-либо существенные изменения в политику в отношении открытия офиса и улучшения отношений с Тайванем, а только то, что, по его мнению, использование названия «Тайвань» вызвало дипломатический кризис, которого можно было избежать.
Независимый опрос 2022 года, проведенный по заказу министерства иностранных дел Литвы, показал, что население Литвы в подавляющем большинстве выступает против политики правительства в отношении Китая: только 13 % литовцев поддержали действия Вильнюса. По результатам опроса оппозиционные партии призвали правительство уважать общественное мнение и восстановить отношения с Пекином. Министр иностранных дел Литвы Габриелюс Ландсбергис раскритиковал недостаточно точно сформулированный вопрос при опросе, заявив, что «Литва де-факто никогда не меняла свою политику в отношении Китая. Китай решил применить необъявленные, скорее всего, незаконные меры против Литвы и Европейского союза. Я бы, наверное, спросил, должна ли Литва поддержать, согласиться со стремлением жителей Тайваня называться тайваньцами, вместо того, чтобы спрашивать о политике Литвы в отношении Китая».

## Права человека
В июне 2020 года Литва открыто выступила против принятия Закона о защите национальной безопасности в Гонконге в заявлении, сделанном в Совете по правам человека ООН. Позже, в мае 2021 года сейм Литовской Республики принял резолюцию, в которой признал геноцид уйгуров и призвал правительство КНР отменить Закон о защите национальной безопасности Гонконга.
В марте 2021 года КНР внесла в черный список члена Сейма Литвы Довиле Шакалене из-за её негативных комментариев о ситуации с соблюдением прав человека в материковом Китае.
19 ноября 2021 года группа депутатов сейма Литовской Республики опубликовала официальное письмо, призывающее Литву отказаться от участия в зимних Олимпийских играх 2022 года из-за нарушений прав человека в КНР. Президент национального олимпийского комитета Литвы Дайна Гудзиневичюте выступила с заявлением, что Олимпийские игры должны быть политически нейтральными и подтвердила, что у комитета нет планов бойкотировать игры.